# Schweizer Futsalmeisterschaft 2015/16
Die 10. Schweizer Meisterschaft im Futsal begann am 27. September 2015 und endete am 12. März 2016.
Dieses Jahr gab es keine Änderungen am Modus oder an der Teilnehmerzahl. Benfica Rorschach kehrte in die SFPL zurück und ersetzte den Absteiger Geneva Futsal.
Wie schon im Vorjahr, konnte der Qualifikationssieger die Meisterschaft nicht für sich entscheiden. Futsal Minerva spielte eine Rekordsaison, gewann 17 von 18 Qualifikationsspielen, entschied beide Halbfinalspiele im Derby gegen den Vorjahresmeister Mobulu Futsal Uni Bern für sich und auch im Finale wurden sie nicht nach der regulären Spielzeit bezwungen. Erst im Sechsmeterschiessen setzten sich die Futsal Maniacs mit 9:11 durch. Somit konnten die Aargauer in ihrer dritten Finalteilnahme den ersten Titel der Vereinsgeschichte feiern.
In portugiesischer Hand blieb die Torjägerkrone. Fabio Soares von Futsal Minerva sicherte sich den Titel des besten Torschützen mit 41 Saisontreffern. Den zweiten Platz teilten sich Evangelos Marcoyannakis von Mobulu Futsal Uni Bern und Mato Sego von MNK Croatia 97/Futsal Löwen Zürich mit 27 Toren.

## Swiss Futsal Premier League – 2015/16
Die ersten vier Teams qualifizierten sich für die Playoffs, während der Letztplatzierte in die NLA abstieg.

### Qualifikation Swiss Futsal Premier League
|     | Verein                       | R  | S  | U | N  | Tore    | Diff. | Punkte |
| --- | ---------------------------- | -- | -- | - | -- | ------- | ----- | ------ |
| 1.  | Futsal Minerva               | 18 | 17 | 1 | 0  | 138:58  | +80   | 52     |
| 2.  | Futsal Maniacs               | 18 | 13 | 1 | 4  | 120:57  | +63   | 40     |
| 3.  | Lugano Pro Futsal            | 18 | 10 | 2 | 6  | 96:71   | +25   | 32     |
| 4.  | Mobulu Futsal Uni Bern (M)   | 18 | 9  | 4 | 5  | 73:61   | +22   | 31     |
| 5.  | Futsal Löwen Zürich          | 18 | 8  | 3 | 7  | 85:84   | +1    | 27     |
| 6.  | Futsal Team Fribourg Old Fox | 18 | 8  | 2 | 8  | 104:106 | −2    | 26     |
| 7.  | Uni Futsal Team Bulle        | 18 | 8  | 2 | 8  | 109:96  | +13   | 26     |
| 8.  | MNK Croatia 97               | 18 | 4  | 2 | 12 | 73:117  | −44   | 14     |
| 9.  | Benfica Rorschach (A)        | 18 | 3  | 3 | 12 | 79:105  | −26   | 12     |
| 10. | FC Uetendorf                 | 18 | 0  | 0 | 18 | 84:206  | −122  | 0      |

| Legende | Legende    |
| ------- | ---------- |
|         | Halbfinals |
|         | Abstieg    |
| (M)     | Meister    |
| (A)     | Aufsteiger |

|     | Team                         | Minerva | Maniacs | Lugano | Mobulu | Löwen | Old Fox | Bulle | Croatia | Benfica | Uetendorf |
| --- | ---------------------------- | ------- | ------- | ------ | ------ | ----- | ------- | ----- | ------- | ------- | --------- |
| 1.  | Futsal Minerva               |         | 6:3     | 5:2    | 7:3    | 8:1   | 7:2     | 7:5   | 7:3     | 7:1     | 14:7      |
| 2.  | Futsal Maniacs               | 3:5     |         | 1:1    | 8:2    | 5:4   | 3:4     | 5:2   | 9:3     | 4:6     | 13:7      |
| 3.  | Lugano Pro Futsal            | 5:7     | 2:5     |        | 3:3    | 5:3   | 11:8    | 4:6   | 6:0     | 9:5     | 3:0       |
| 4.  | Mobulu Futsal Uni Bern (M)   | 2:7     | 3:5     | 3:2    |        | 5:4   | 2:2     | 5:3   | 8:4     | 8:2     | 8:2       |
| 5.  | Futsal Löwen Zürich          | 4:4     | 2:8     | 3:4    | 3:1    |       | 6:0     | 1:1   | 8:6     | 6:3     | 8:7       |
| 6.  | Futsal Team Fribourg Old Fox | 5:12    | 4:10    | 4:5    | 2:4    | 9:4   |         | 12:6  | 6:4     | 6:3     | 14:9      |
| 7.  | Uni Futsal Team Bulle        | 3:4     | 1:10    | 7:5    | 2:2    | 4:10  | 8:3     |       | 5:6     | 5:2     | 28:6      |
| 8.  | MNK Croatia 97               | 3:8     | 1:8     | 2:8    | 3:3    | 4:6   | 4:11    | 5:7   |         | 4:4     | 8:5       |
| 9.  | Benfica Rorschach (A)        | 4:11    | 2:4     | 5:6    | 1:3    | 5:5   | 3:3     | 4:6   | 3:6     |         | 11:6      |
| 10. | FC Uetendorf                 | 2:12    | 2:16    | 4:15   | 1:8    | 5:7   | 5:9     | 5:10  | 5:7     | 6:15    |           |

### Playoffs Swiss Futsal Premier League

#### Halbfinals Hinspiele
| Datum    | Zeit  | Heimteam                   | Gastteam       | Resultat |
| -------- | ----- | -------------------------- | -------------- | -------- |
| 27.02.16 | 19:30 | Mobulu Futsal Uni Bern (M) | Futsal Minerva | 1:9      |
| 27.02.16 | 20:00 | Lugano Pro Futsal          | Futsal Maniacs | 3:4      |

#### Halbfinals Rückspiele
| Datum    | Zeit  | Heimteam       | Gastteam                   | Resultat |
| -------- | ----- | -------------- | -------------------------- | -------- |
| 06.03.16 | 13:30 | Futsal Minerva | Mobulu Futsal Uni Bern (M) | 2:1      |
| 06.03.16 | 18:00 | Futsal Maniacs | Lugano Pro Futsal          | 8:5      |

#### Final
| Datum    | Zeit  | Heimteam       | Gastteam       | Resultat   |
| -------- | ----- | -------------- | -------------- | ---------- |
| 12.03.16 | 18:30 | Futsal Minerva | Futsal Maniacs | 9:11 n. P. |